# G.U. (비디오 게임)
G.U.(.hack//G.U.)는 사이버커넥트2에서 개발하고 2006년부터 2007년까지 반다이 남코 엔터테인먼트에서 출시한 PlayStation 2용 싱글 플레이어 액션 롤플레잉 게임 시리즈이다. 대규모 멀티플레이어 온라인 롤플레잉 게임(MMORPG)을 시뮬레이션한다. 플레이어는 가상의 온라인 게임을 플레이하는 캐릭터를 컨트롤한다. 이전 시리즈에 대한 비판을 해결하기 위해 마츠야마 히로시가 감독을 맡았다.
스토리는 하서라는 인물에 초점을 맞추고 있다. 그는 게임 내에서 친구 시노를 죽이고 현실에서 그녀를 혼수상태에 빠뜨린 "트라이에지"라는 또 다른 플레이어를 사냥한다. 또한 하서는 트라이에지를 추적하고 있는 조직에 합류한다. 시노와 다른 플레이어들이 혼수상태에 빠지는 이유는 그들의 캐릭터를 감염시키는 신비한 컴퓨터 변종인 AIDA와 관련이 있다. 일본에서 게임이 출시되는 동안 비 트레인(Bee Train)은 하서의 더 월드(The World)에서의 첫날을 묘사하는 .hack//Roots를 제작했다. 이 시리즈는 만화, 라이트 노벨, CGI 영화로도 제작되었다.
이 게임에 대한 비판적 반응은 개발자가 이전 .hack 게임과 세 타이틀의 스토리라인 실행과 관련된 문제를 어떻게 처리했는지에 초점을 맞춘 검토자들과 함께 미온적이었다. 첫 번째 게임은 더 높은 평가를 받았다. 비평가들은 새로운 게임 플레이 기능의 추가를 칭찬했으며 스토리의 일부는 필러로 분류되었다. 세 게임 모두 평균 점수가 하락했다. 3부작의 고화질 리마스터인 .hack//G.U. Last Recode는 2017년 11월 PlayStation 4 및 Microsoft Windows용으로 출시되었으며, 2022년 3월 Nintendo Switch용으로 출시되었다. 리마스터는 .hack//G.U. 유럽에서 발매되었다. 이 컬렉션은 게임 플레이와 프레젠테이션 문제를 해결했다는 점에서 원작 3부작보다 더 많은 칭찬을 받았지만 던전의 다양성이 부족하다는 비판을 받았다.